# لحظات هفده‌گانه بهاری
لحظات هفده‌گانه بهاری (روسی: Семнадцать мгновений весны، نویسه‌گردانی Semnadtsat' mgnoveniy vesny) نام رمان و سریال تلویزیونی به همین نام است. نویسنده داستان یولیان سمیونوف بوده و سریال تلویزیونی در ۱۲ قسمت در سال ۱۹۷۳ توسط تاتیانا لیوژنوا کارگردانی شده است. این سریال در تلویزیون صدا و سیمای ایران با نام «جنگ سرد» پخش شده است.
داستان کتاب و فیلم در مورد یک جاسوس اتحاد جماهیر شوروی سوسیالیستی به نام ماکزیم ایسائف است که در سیستم اطلاعاتی آلمان نازی رخنه کرده است و با نام ماکس اتو فن اشترلیتس شناخته می‌شود. این نقش را ویاچسلاو تیخونوف بازی کرده است. سریال تلویزیونی لحظات هفده‌گانه بهاری یکی از معروف‌ترین و پربیننده‌ترین سریالهای تلویزیونی در تاریخ روسیه محسوب می‌شود.

## بازیگران
- ویاچسلاو تیخونوف
- لئونید برنیوی
- روستیسلاو پلیات
- ولادلن داویدوف
- فریتس دیتس
- ویاچسلاف شالیه‌ویچ